# Museu Arqueològic de Pel·la
El Museu Arqueològic de Pel·la és un dels museus de Macedònia Central, a Grècia. És situat al jaciment arqueològic de l'antiga ciutat de Pel·la.

## Història del museu
Les primeres excavacions a Pel·la s'efectuaren entre 1957 i 1963. El gran nombre de troballes aparegudes feu necessari construir un lloc per preservar-les. Fins al 1973 es guardaren en un petit magatzem i després en un edifici construït específicament per a això, les dimensions del qual eren prou limitades, i s'hagué de reestructurar perquè exercís adequadament la funció. Per això, entre 1996 i 2000 s'elaborà un projecte per a un nou museu edificat entre 2006 i 2009, que s'integra en el jaciment arqueològic i és la seu de l'exposició actual.

## Col·leccions
Aquest museu conté una important col·lecció d'objectes procedents sobretot de les excavacions de l'antiga ciutat de Pel·la, on va nàixer Alexandre el Gran. Per això, l'exposició permanent del museu comença amb dues estàtues que es pensa que representen aquest monarca macedoni: un cap de marbre i una estatueta que el representa amb atributs relacionats amb el déu Pan.
El museu està dividit en diverses seccions temàtiques. La primera en correspon a la vida quotidiana dels habitants de l'antiga ciutat. Ací s'exposen sòls de mosaic d'algunes cases destacades, com la «casa de Dionís» i la «casa del segrest d'Hèlena». També hi ha pintura de decoració de murs d'una altra casa notable, elements arquitectònics, ceràmica i mobiliari. A més a més hi ha objectes relacionats amb el vestuari, el funcionament de les cases, la neteja, el treball, el culte, l'educació i el lleure.
La segona secció es dedica a la vida pública. S'hi s'exposen objectes de caràcter administratiu, com segells i inscripcions; objectes comercials, com recipients d'emmagatzematge, monedes i eines d'activitats productives com tallers de ceràmica i forja. Cal destacar-ne una reproducció d'una antiga tenda situada a l'àgora que fou destruïda durant un terratrèmol al segle I ae, on s'han col·locat tots els objectes trobats quan s'excavà l'indret.
La tercera secció exposa troballes procedents de santuaris, entre els quals hi ha mosaics i ofrenes votives.
La quarta secció conté els objectes provinents de les tombes de la zona. Hi ha dos enterraments en què s'aprecien els costums funeraris, un de l'edat del bronze i l'altre del segle V ae. Els objectes exposats a les vitrines abasten els períodes històrics compresos entre l'edat del bronze i el període hel·lenístic.
El museu acaba en una secció de l'antic palau de la ciutat, en què se'n poden veure les característiques. A més, hi ha un altre espai que es destina a exposicions temporals.

## Vegeu també

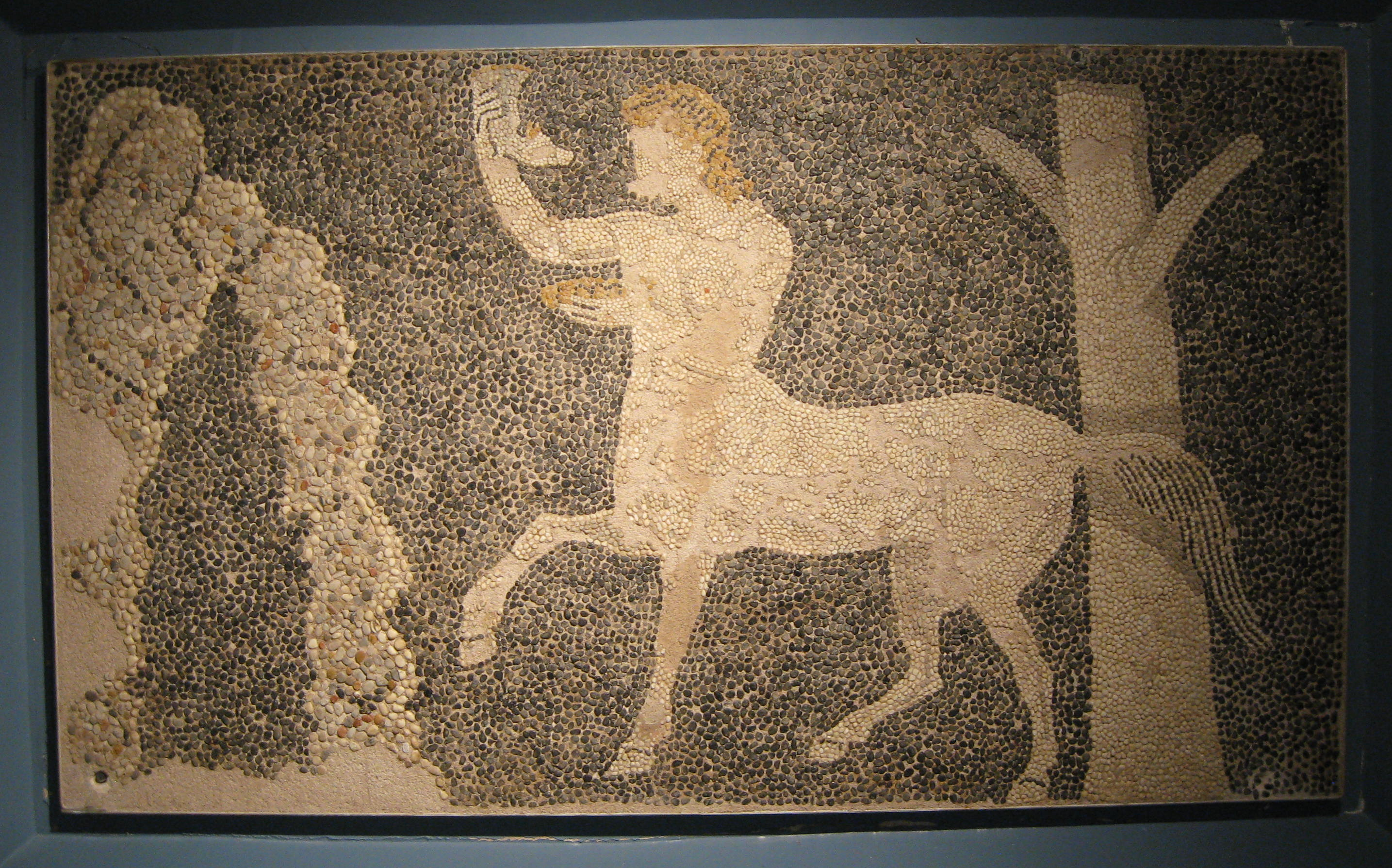
Un dels mosaics exposats al museu
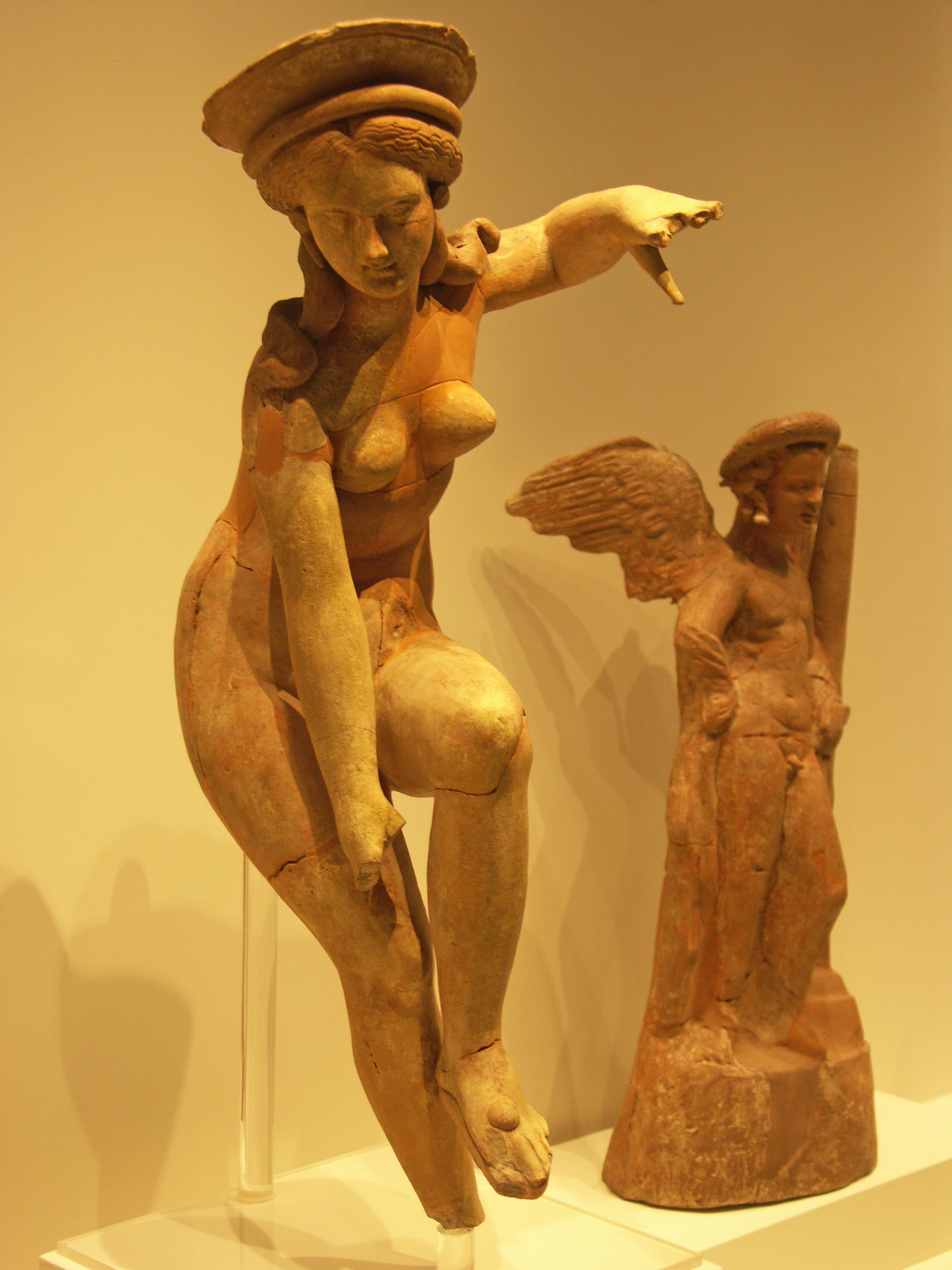
Figureta de terracota que representa Afrodita descordant-se una sandàlia, del període hel·lenístic
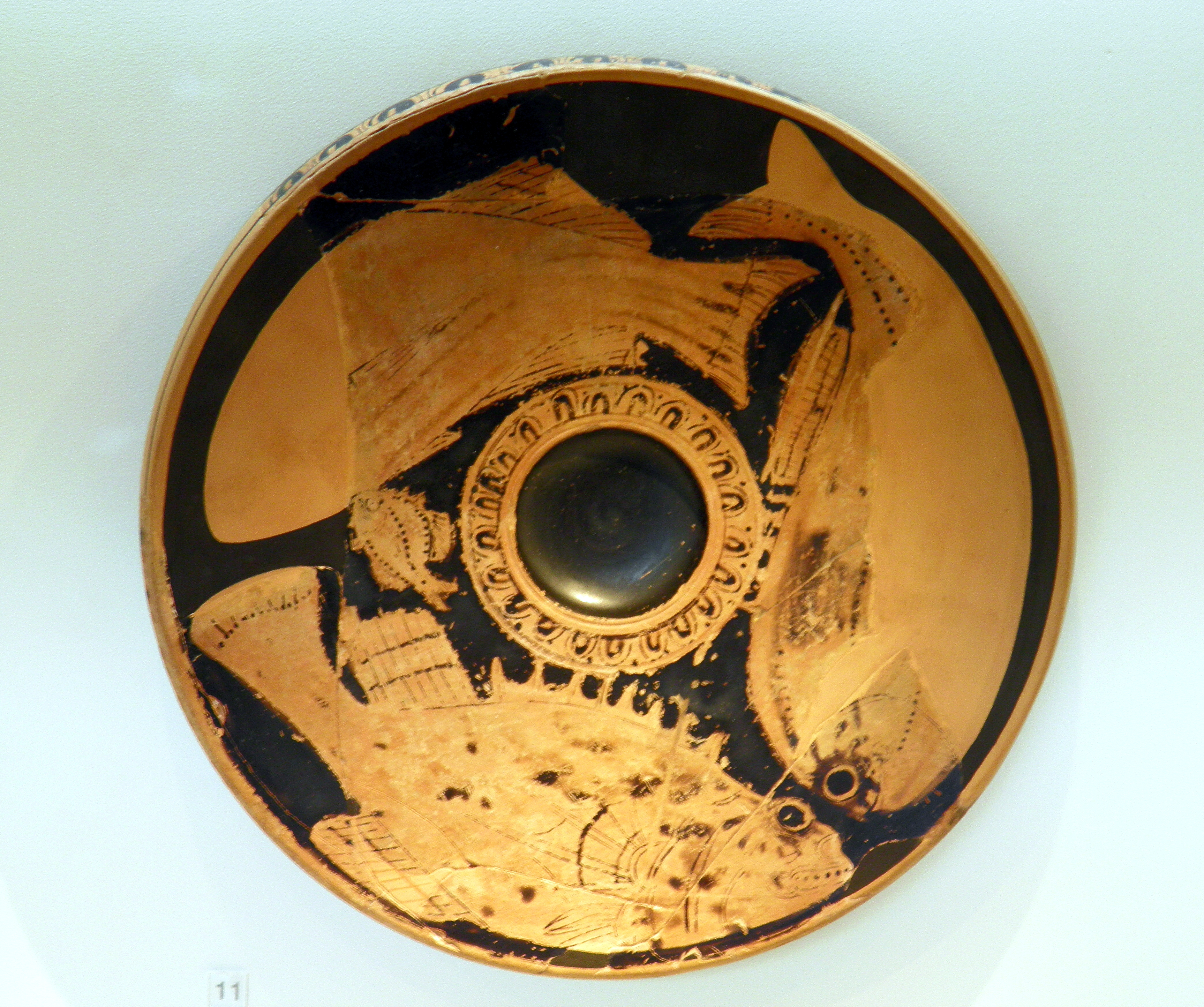
Ceràmica de figures roges del s. IV ae
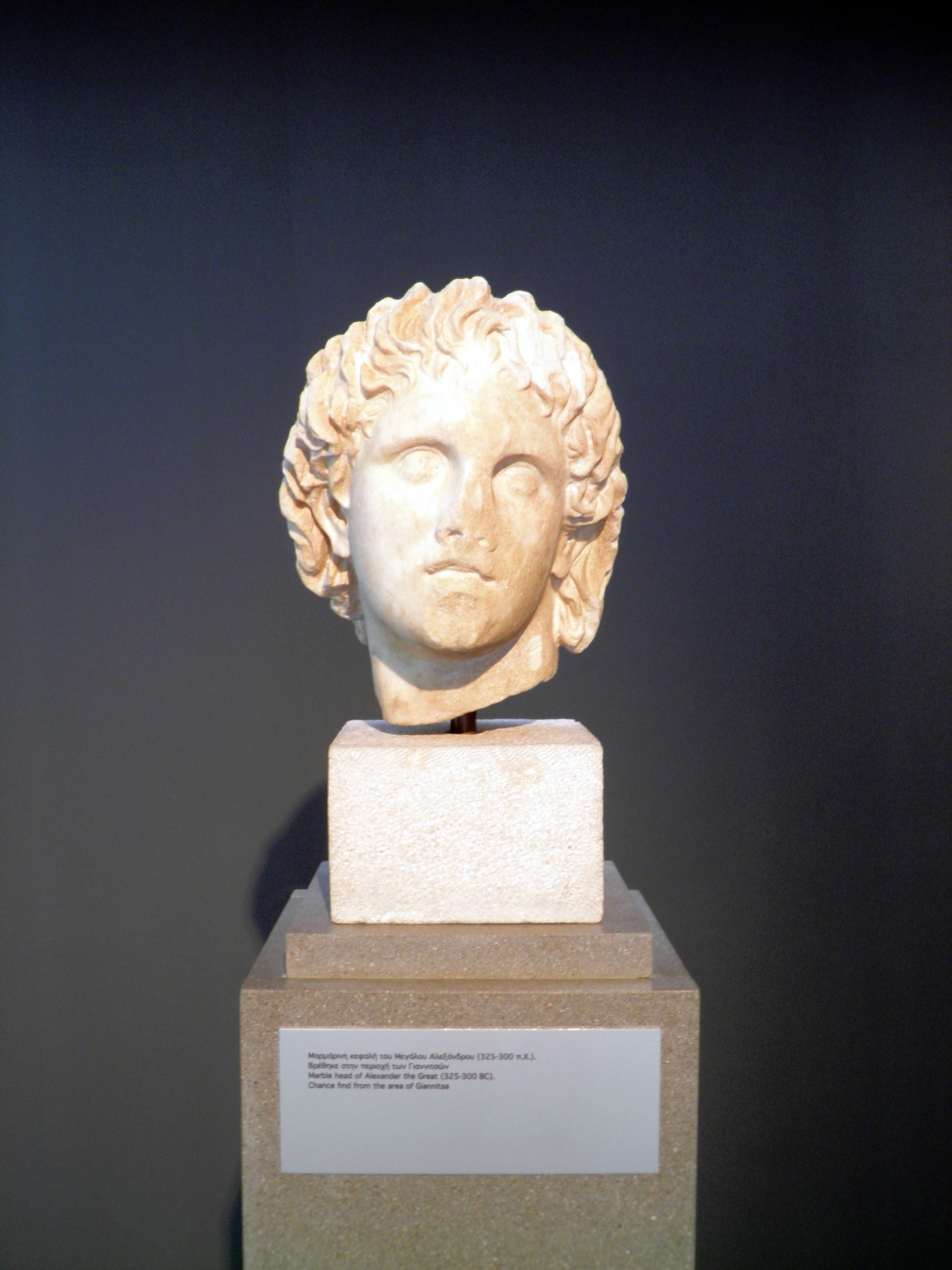
Cap de marbre que possiblement representa Alexandre el Gran